# Michael Bernhard (Latinist)
Michael Bernhard (* 18. März 1949 in Sulingen; † 28. Januar 2022) war ein deutscher mittellateinischer Philologe, Musikhistoriker und Orgelforscher.
Michael Bernhard studierte von 1967 bis 1975 an der Universität München Lateinische Philologie des Mittelalters, Musikwissenschaft und Philosophie und wurde im Jahr 1975 promoviert. Danach war er bis 1976 Assistent am Mittellateinischen Seminar der Universität München.
Von 1976 bis zu seinem Ruhestand 2016 arbeitete er für die Musikhistorischen Kommission der Bayerischen Akademie der Wissenschaften und leitete dort das Projekt Lexicon musicum Latinum medii aevi (Lexikon der lateinischen Musik des Mittelalters). Das Projekt wurde im Jahr 2016 abgeschlossen, das Lexikon ist online einzusehen.
Ab 1979 inventarisierte er systematisch die Orgeln in Bayern und schrieb regelmäßig in der Zeitschrift Musik in Bayern über Neue Orgeln in Bayern. Die Ergebnisse veröffentlichte er in der Orgeldatenbank Bayern, die mehrfach aktualisiert wurde.